# Heinrich Simon (Politiker, 1910)

Heinrich Simon

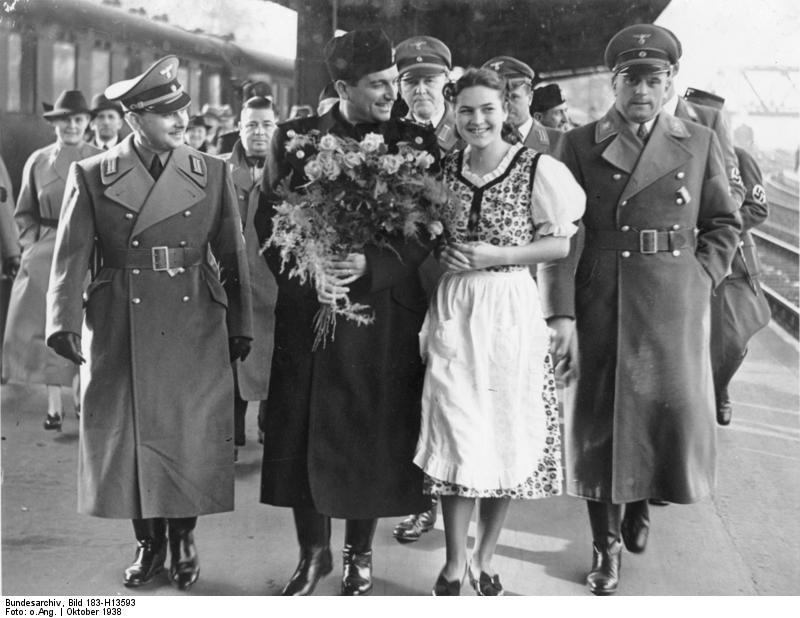
Simon (rechts) mit dem italienischen Staatssekretär Tullio Cianetti (1938)

Heinrich Simon (* 9. Februar 1910 in Köln; † 10. November 1979 in Augsburg) war ein deutscher Politiker (NSDAP) und SA-Führer.

## Leben und Wirken

### Früher Werdegang
Simon war ein Sohn des Hugo Simon und seiner Frau Agnes, geb. Schwarz. Der Vater war Inhaber eines Grroßinstallationsgeschäftes.
Nach dem Besuch der Volksschule und des Gymnasiums in Köln studierte Simon von 1928 bis 1931 Rechtswissenschaften an der Universität Köln. 1931 bestand er die erste juristische Staatsprüfung mit dem Prädikat befriedigend. Ab 1932 war er im gerichtlichen Vorbereitungsdienst als Referendar beim Amtsgericht in Eitorf und beim Landgericht Köln beschäftigt.

### Karriere in der NSDAP
Am 1. Januar 1932 schloss Simon sich der NSDAP (Mitgliedsnummer 871.511) an. Im August brach Simon seinen juristischen Vorbereitungsdienst ab, um in den Stab des NS-Politikers Robert Ley in München zu wechseln. Mit Ley war Simon über seinen Vater, der Ley den Kauf eines Hofgutes im Oberbergischen vermittelt hatte, bekannt geworden. In Leys Stab fungierte Simon zunächst als Privatsekretär und juristischer Berater, wobei er inhaltlich als Bürovorsteher vorwiegend verwaltungsmäßige Arbeiten übernahm.
Als Robert Ley im Anschluss an die Strasser-Krise Ende 1932 zum Reichsinspekteur der NSDAP ernannt wurde, wählte er Simon als juristischen Berater in seiner neuen Stellung aus: In den folgenden Monaten wirkte Simon bei der Einrichtung der für Leys neue Tätigkeit notwendigen Dienststelle in München mit, die schließlich die Bezeichnung Stabsamt erhielt.
Am 1. November 1934 wurde er "Stabsleiter" des inzwischen zum Reichsorganisationsleiter avancierten Ley. In dieser Funktion organisierte er die geschäftsmäßige Zusammenarbeit der bei der Reichsorganisationsleitung eingerichteten Hauptämter (Organisationsamt, Personalamt und Schulungsamt).
Am 1. Februar 1938 wurde Simon zum Leiter der Zentralstelle für die Finanzwirtschaft der Deutschen Arbeitsfront (DAF) in Berlin ernannt und hatte nun das Vermögen der DAF in allen seinen Abteilungen wie z. B. dem Volkswagenwerk, Siedlungsbau-, Versicherungs-, Verlags- und Bankunternehmungen zu verwalten.
Simon wurde zudem stellvertretender Reichswohnungskommissar und Aufsichtsratsvorsitzender der Volkswagenwerk GmbH in Berlin.
Vom 29. März 1936 bis zur Kapitulation der Wehrmacht im Frühjahr 1945 saß Simon als Abgeordneter für den Wahlkreis 22 (Düsseldorf Ost) im nationalsozialistischen Reichstag. In der SA wurde er 1938 zum SA-Oberführer, 1939 zum Brigadeführer und 1943 zum SA-Gruppenführer ernannt.
Seit Januar 1941 war Simon Angehöriger der Waffen-SS (SS-Nr. 348.775). Zuletzt im September 1944 zum SS-Hauptsturmführer der Reserve befördert, gehörte er der SS-Division Leibstandarte SS Adolf Hitler an, mit der er die Schlacht in der Normandie, die Ardennenoffensive und die Plattenseeoffensive mitmachte. Im Krieg oder kurz danach wurde ihm die linke Hand amputiert.

### Nachkriegszeit
Am 28. Mai 1945 wurde Simon in Friedrichshafen von den Alliierten verhaftet. Bis 1949 wurde er im Internierungslager Balingen festgehalten, wo er u. a. als Führer des Ordnungsdienstes des Lagers, als Leiter des Sekretariats der deutschen Lagerleitung und als Sekretär und Dolmetscher des französischen Kntrolloffiziers der Württembergischen Internierungslager beschäftigt war.
In dieser Zeit wurde er am 16. Juli 1948 im örtlichen Spruchkammerverfahren im Rahmen der Entnazifizierung in die Gruppe der Minderbelasteten eingestuft. Dabei wurde ihm eine Bewährungsfrist von fünf Jahren auferlegt, während der ihm das aktive und passive Wahlrecht, das Recht sich sonst wie politisch zu betätigen oder einer Partei anzugehören, entzogen waren. Darüber hinaus durfte er während dieser Zeit keine Lehrtätigkeit ausüben, sich nicht publizistisch oder sonst wie meinungsbildend betätigen und kein Unternehmen beaufsichtigen. Zudem wurde ihm eine Geldbuße von 3000 DM auferlegt.
Nach seiner Freilassung ließ er sich in Köln nieder.

## Archivalien
- Staatsarchiv Sigmaringen: Spruchkammerunterlagen zu Heinrich Simon: Wü 13 T 2 Nr. 646/008 und  Wü 13 T 2 Nr. 2677/224